# Abdul Hamid
Pour les articles homonymes, voir Hamid.
Abdul Hamid, né le 1er janvier 1944 à Kamalpur dans le district de Kishoreganj, est un avocat et un homme d'État bangladais, membre de la Ligue Awami, président de la République de 2013 à 2023.

## Biographie
Élu au Parlement bangladais à partir de 1973, il en occupe la vice-présidence de 1996 à 2001 puis la présidence à partir du 25 janvier 2009. À ce titre, il assume les fonctions de chef de l'État par intérim après la mort du président Zillur Rahman le 20 mars 2013. Il est élu président de la République le 22 avril 2013, étant le seul candidat. 
Il est réélu le 7 février 2018 pour un deuxième mandat, de nouveau seul candidat.